# Marcha del orgullo gay de Moscú

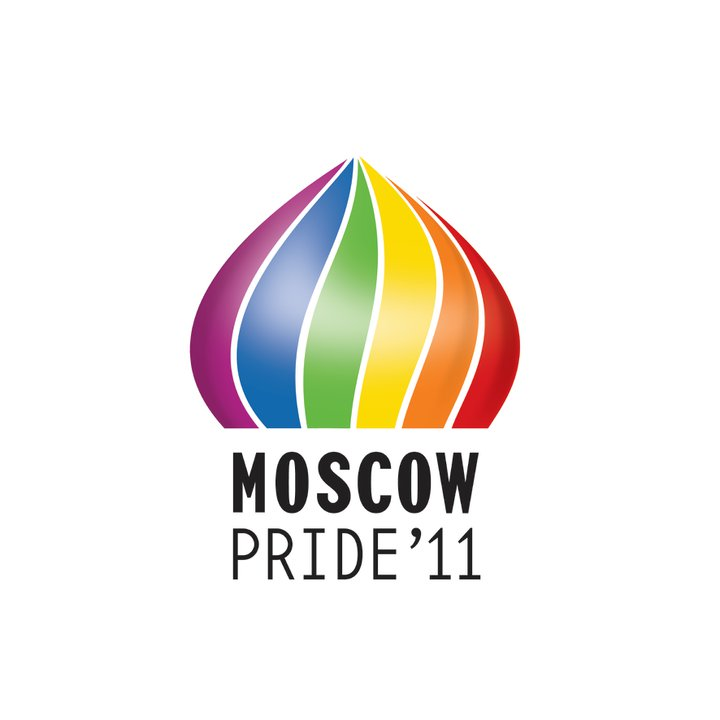
Logo de la marcha del orgullo gay de Moscú.

La marcha del orgullo gay de Moscú (en ruso: Московский Гей-Парад, Moskovski Gei-Parad) es una manifestación que debía realizarse anualmente en mayo desde 2006 en la capital, Moscú pero ha sido prohibido por el ayuntamiento de la ciudad en todas las ocasiones, encabezado por el alcalde Yuri Luzhkov, lo ha prohibido regularmente hasta 2010. Las manifestaciones de 2006, 2007 y 2008 estuvieron acompañadas de ataques homofóbicos, que se evitó en 2009 al trasladar el lugar de la manifestación en el último momento. Los organizadores de todas las manifestaciones fueron Nikolai Alekseev y el Proyecto de Derechos Humanos LGBT de Rusia Gayrussia.ru. En junio de 2012, los tribunales de Moscú promulgaron una prohibición de cien años de los desfiles del orgullo LGBT. El Tribunal Europeo de Derechos Humanos ha dictaminado repetidamente que tales prohibiciones violan la libertad de reunión garantizada por el Convenio Europeo de Derechos Humanos.

## 2006

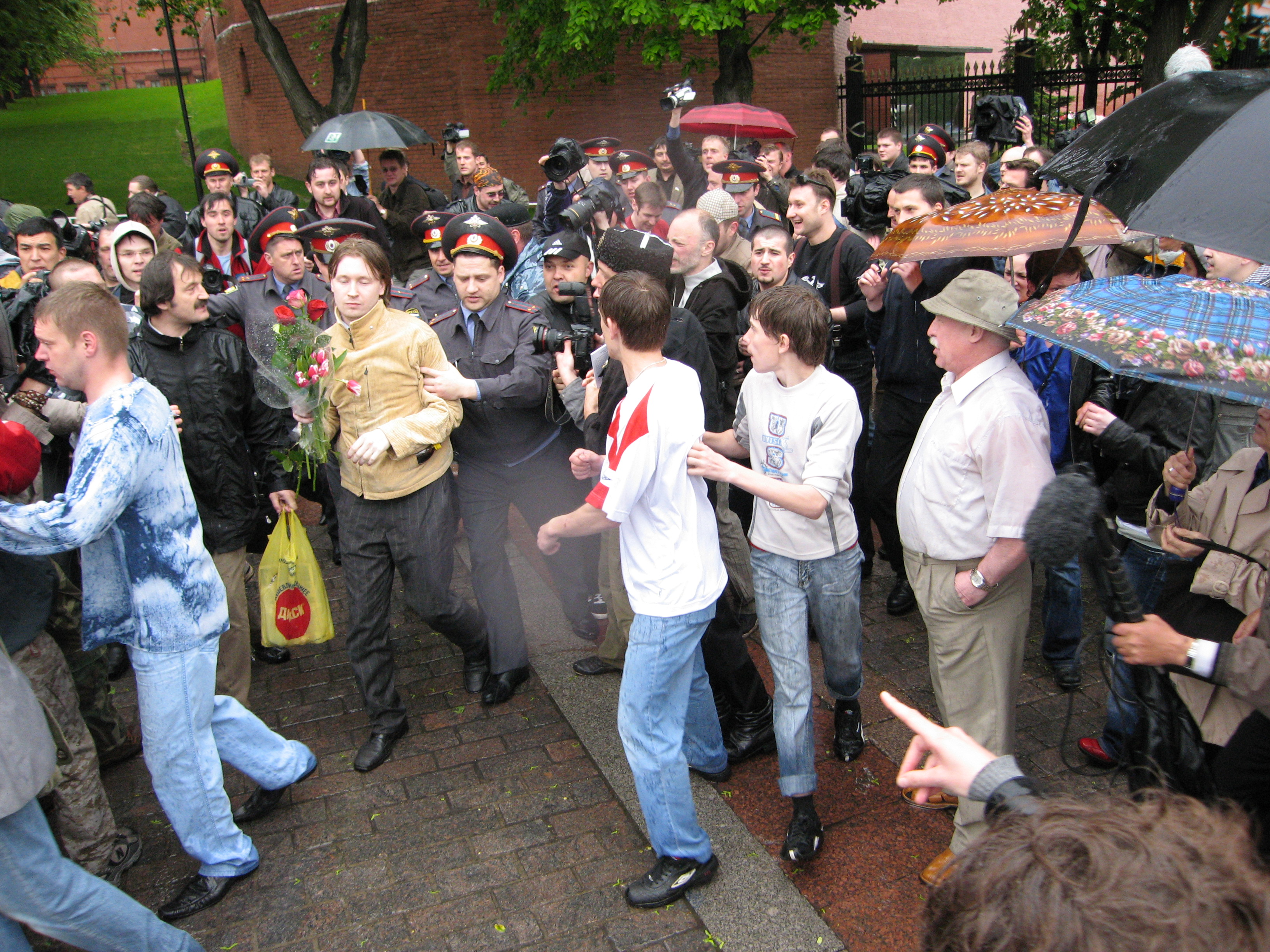
Foto de la detención de Nikolái Alexéyev durante el primer orgullo de Moscú el 27 de mayo de 2006.

La manifestación debía realizarse el 27 de mayo de 2006 y debía transcurrir desde la oficina principal de correos de Moscú, pasando por la calle Myasniskaya, hasta la plaza Lubyanka. La fecha quería recordar la legalización de la homosexualidad en Rusia, el 27 de mayo de 1993. El organizador era el cineasta y jefe del grupo activista LGBT Projekt GayRussia, Nikolái Alexéyev. Para la organización, Alexéyev trabajó con el comité IDAHO, organizador del Día Internacional contra la Homofobia y la Transfobia, con sede en París.[cita requerida]
Las solicitudes de permiso para la realización fueron entregados en el ayuntamiento de Moscú y al presidente de Rusia Vladímir Putin. El alcalde de Moscú, Yuri Luzhkov rechazó la solicitud, decisión que fue confirmada posteriormente por un tribunal moscovita. En un encuentro de alcaldes en Berlín en febrero de 2006 manifestó que la homosexualidad «no es natural». Más tarde declaró que «si se realizase una marcha gay en Moscú, los y las participantes estarían en gran peligro, porque podrían resultar heridos bajo el ambiente negativo de Moscú.» Líderes religiosos ortodoxos, el gran muftí Talgat Tadzhuddin y el rabino Berl Lazar se unieron a las voces condenatorias.
A pesar de todo, el día de la marcha prohibida un pequeño grupo de activistas LGBT se reunieron al aire libre y la milicia de Moscú actuó violentamente contra ellos. Entre otros, fueron agredidos el parlamentario alemán Volker Beck de Bündnis 90 / Die Grünen y el activista por los Derechos Humanos británico Peter Tatchell, que quería denunciar la violación de Rusia de la Convención Europea de Derechos Humanos, firmada por el país.

## 2007
La segunda manifestación debía realizarse el 27 de mayo de 2007, organizada por Nikolái Alexéyev. El acontecimiento fue prohibido de nuevo por el ayuntamiento de Moscú. El alcalde de la ciudad, Luzhkov, en enero de 2007, llamó a la manifestación «acto satánico». El presidente Putin declaró, refiriéndose a la marcha gay de 2007, que la homosexualidad contribuye al «problema demográfico» ruso.
El dúo ruso t.A.T.u. y el grupo británico Right Said Fred habían anunciado su presencia en apoyo de la marcha. 40 europarlamentarios firmaron una resolución de protesta. Cuando los diputados europeos Sophie in 't Veld, Vladimir Luxuria, Marco Cappato y Volker Beck, además de los miembros de T.A.T.u. y Right Said Fred, junto con otros 100 activistas LGBT, trataron de entregar la resolución en el ayuntamiento de Moscú, fueron rechazados por un importante despliegue de la milicia de Moscú y el OMON, a la vez que eran bombardeados con huevos y tomates por nacionalistas rusos y creyentes religiosos. Los participantes rusos fueron detenidos por la fiscalía de Moscú por resistencia a la autoridad y violación de código de circulación.

## 2008
A comienzos de 2008 el alcalde de Moscú comentó que la marcha del orgullo gay era un «arma de destrucción masiva».
Para 2008, la marcha fue prevista para el 31 de marzo según los organizadores de los años anteriores. Los organizadores invitaron este año a los alcaldes de París, Berlín y Londres, dos de los cuales son homosexuales. La marcha del orgullo de 2008 se prohibió en abril de ese mismo año por Luzhkov, todavía alcalde de Moscú.

## 2009

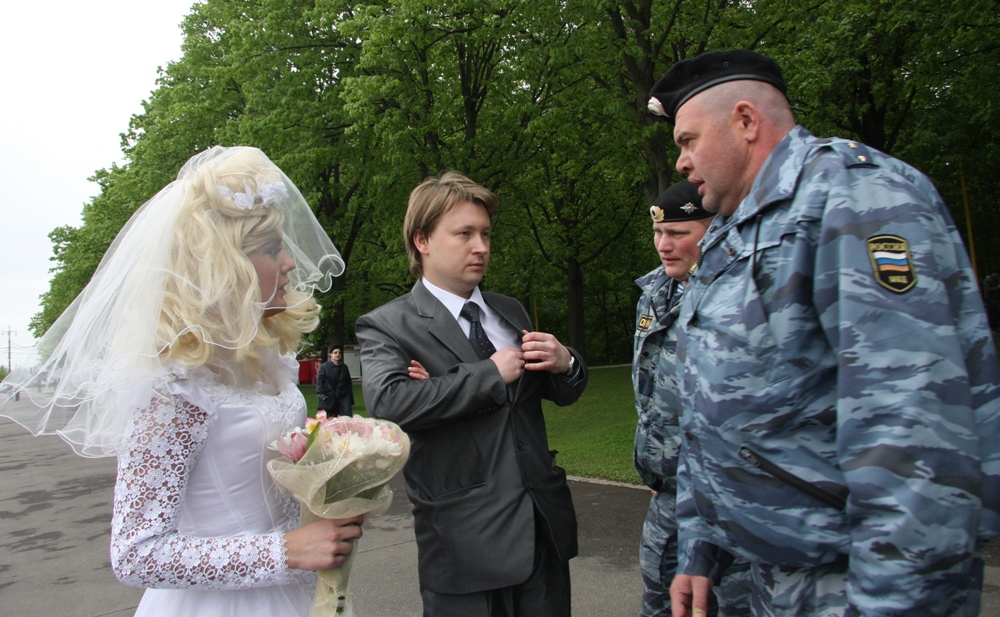
Nikolái Alexéyev durante el orgullo eslávico el 16 de mayo de 2009. Dos policías pararon a Alexéyev y su novia, una activista transexual bielorrusa, y les pidieron los papeles.

Teniendo en cuenta la historia negando la autorización para realizar la marcha, los organizadores anunciaron que la realizarían a pesar de la prohibición. La marcha fue finalmente prohibida por las autoridades de Moscú. Nikolai Alexeyev respondió diciendo que la marcha es un riesgo que hay que tomar, «de otra forma los homófobos y autoritarios ganarán». La respuesta oficial fue que los manifestantes serían tratados con dureza. Los participantes de los Países Bajos en la Eurovisión, De Toppers, afirmaron que no cantarían si pasaban la semifinal y la manifestación era reprimida violentamente. El grupo finalmente no pasó de la semifinal.
La marcha ha sido renombrada como «Orgullo Gay Eslavo», para tratar de promover los derechos y la cultura LGBT en todos los países eslavos de Europa. En la manifestación misma y la preparación participaron más de sesenta activistas de toda Rusia y una delegación de 15 personas de Bielorrusia. Fue planeada como una operación secreta, ya que los activistas estaban siendo vigilados y estaba claro que las autoridades intentarían impedir el acto antes de que se produjera. Alexéyev se escondió unos días antes para no ser detenido. Todos los participantes se arriesgaban a ser golpeados, encarcelados, perder su trabajo e incluso expulsados de sus viviendas.
La marcha de 2009 se realizó el 16 de mayo de 2009, el mismo día de la final del Festival de la Canción de Eurovisión 2009 que se celebró en Moscú, y la víspera del Día internacional contra la homofobia, participando unos sesenta activistas. Fue violentamente reprimida por la policía antidisturbios y más de 80 personas fueron detenidos, incluyendo a Nikolái Alexéyev y Nikolái Bayev, dos de los organizadores, y el activista británico Peter Tatchell.

## 2010
La marcha prevista para el 29 de mayo de 2010 fue nuevamente prohibida por el alcalde de Moscú, Yuri Luzhkov. El grupo Gayrussia apeló la decisión ante los tribunales, pero sin éxito. Ante esa nueva desautorización, los grupos LGTB rusos analizaban la posibilidad de manifestarse en embajadas extranjeras que les prestaran su apoyo, tal como ocurrió en Vilna y Bucarest en 2010. Alekséyev declaró, «Nos dirigimos a los embajadores de los estados de la UE y los embajadores de Canadá, EE.UU. y Australia en Moscú, con una petición para realizar un acto público en el territorio de la embajada».
Se realizó una rueda de prensa el 27 de mayo, en la que hablaron Nikolai Alekseev, Nikolai Baev, Volker Beck (del partido verde de Alemania), Peter Tatchell, Louis-Georges Tin (presidente del comité IDAHO), Maria Efremenkova (directora del comité organizador de la marcha del orgullo gay de San Petersburgo) y Andy Thayer (Gay Liberation Network Chicago).

## 2011
Por sexto año consecutivo y a pesar de la condena del Tribunal Europeo de Derechos Humanos, el ayuntamiento de Moscú denegó el permiso para la realización de la marcha. El ayuntamiento se escudó en la protección de los niños para no cumplir la sentencia, afirmando que la marcha «podría afectar a la salud psicológica e infligir un daño moral a los niños y adolescentes que se convirtieran en espectadores involuntarios del evento». En cambio, una semana antes de la marcha, el ayuntamiento ha permitido una manifestación antigay en el mismo lugar en el que se había previsto la marcha del Orgullo. La Unión de Paracaidistas de Rusia, en palabras de su presidente, Pablo Popovskikh, ha garantizado que usará todos los medios disponibles, incluyendo la violencia, para impedir la realización de la marcha. Grupos homófobos y nacionalistas organizaron una contramanifestación el mismo día de la manifestación del orgullo, contra «pedófilos y sodomitas», amenazando a los participantes del Orgullo de muerte.
Los activistas LGBT rusos decidieron manifestarse el 28 de mayo a pesar de las dificultades y la fuerte oposición. Se intentaron realizar manifestaciones en tres lugares de la capital rusa: los jardines de Alejandro, la Plaza del Manège y en la calle Tverskaya, cerca del Ayuntamiento de Moscú. Los activistas fueron atacados por grupos de neonazis y extremistas ortodoxos, momento en que intervino la policía. 18 activistas LGBT fueron detenidos, 15 de ellos rusos, y tres extranjeros, Andy Thayer, Dan Choi y Louis-George Tin. Peter Tatchell, que se manifestaba cerca del Ayuntamiento, tuvo que huir al verse superado por grupos neonazis y no fue detenido; Alekséyev no pudo participar, ya que se había dañado la pierna al salir de un programa de televisión en Moscú el jueves anterior; Nikolai Baev, el otro organizador de la marcha, tampoco fue detenido. La policía también detuvo a 14 manifestantes antigais. Tatchell afirma en su relato de los acontecimientos que las autoridades no protegieron en ningún momento a los activistas LGBT y que de hecho parecían confraternizar con los neonazis y ultranacionalistas.

## Prohibición 2012-2112
El 23 de agosto de 2011, Alekséyev aprovechó un vacío legal por el que no se establecía un plazo máximo para convocar acciones multitudinarias en Moscú y solicitó permiso para organizar 102 marchas del Orgullo entre 2012 y 2112.
Tras analizar la solicitud, las autoridades de Moscú denegaron el permiso, alegando posibles altercados, y que la mayoría de la población estaba en contra de este tipo de marchas.
El 19 de enero de 2012, el tribunal del distrito de Tverskói declaró legal esta decisión, que fue declarada efectiva el 6 de junio. Los organizadores interpusieron un recurso ante el tribunal municipal de Moscú, pero el 16 de agosto se les denegó.